# Сунатори (Сучава)
Сунатори (рум. Sunători) насеље је у Румунији у округу Сучава у општини Дорна-Арини. Oпштина се налази на надморској висини од 764 m.

## Становништво
Према подацима из 2002. године у насељу је живело 263 становника, од којих су сви румунске националности.